# Polioptila attenboroughi
La perlita de Inambari (Polioptila attenboroughi) es una especie de ave paseriforme de la familia Polioptilidae, perteneciente al numeroso género Polioptila. Es endémica del suroeste de la cuenca amazónica en Brasil. Fue descrita para la ciencia en el año 2013.

## Distribución y hábitat
Se encuentra en el suroeste la Amazonia brasileña, en la región al sur del río Solimões y al oeste del río Madeira, en la región conocida como «centro de endemismos del Inamabari». De lo poco que se conoce sobre esta especie, habita en el dosel de selvas húmedas altas, de terra firme, de suelos arenosos, por debajo de los 500 m de altitud.

## Sistemática

### Descripción original
La especie P. attenboroughi fue descrita por primera vez por los ornitólogos Andrew Whittaker, Alexandre Aleixo, Bret M. Whitney, Brian Tilston Smith y John Klicka en 2013 bajo el mismo nombre científico; su localidad tipo es: «Careiro, Amazonas, Brasil 04° 05' 00.2" S, 60° 39' 37.8" W». El holotipo, un macho adulto colectado el 5 de julio de 2007, se encuentra depositado en el Museu Paraense Emilio Goeldi bajo el número  MPEG 63204.

### Etimología
El nombre genérico femenino «Polioptila» es una combinación de las palabras del griego «polios» que significa ‘gris’, y «ptilon» que significa ‘plumaje’; y el nombre de la especie «attenboroughi» conmemora al naturalista y divulgador británico David Attenborough.

### Taxonomía
A pesar de descrita como especie plena, ya fue considerada una subespecie de la perlita guayanesa Polioptila guianensis, así como también la perlita del río Negro (P. facilis)  y la perlita de Pará P. paraensis, hasta que en el año 2017 fueron separadas como especies plenas con base en los estudios morfológicos y de vocalizaciones de Whitney y Álvarez (2005) —en esta misma publicación se describió la nueva especie perlita de Iquitos P. clementsi— y Whittaker et al. (2013) —en esta misma publicación se describió la presente especie—, corroborados por los análisis filogenéticos de Smith et al. (2018). Todas estas especies están cercanamente emparentadas entre sí, en el denominado «complejo P. guianensis». Las separaciones fueron aprobadas en la Propuesta N° 751 al Comité de Clasificación de Sudamérica (SACC), en la cual también se reconoció a P. attenboroughi. Es monotípica.